# Samuel Slater
Samuel Slater (né le 9 juin 1768 – mort le 20 avril 1835) est considéré comme l'un des pères de l'industrie textile américaine, le président américain Andrew Jackson le décrivant même comme le "père de la révolution industrielle" américaine.
Né à Belper, dans le Derbyshire, en Angleterre dans une famille de huit enfants Samuel  Slater commence à travailler à l'âge de dix ans dans l'usine de Jedediah Strutt utilisant les inventions de Richard Arkwright, tout près dans le Cromford Mill. En 1782, Samuel perd son père et il part pour New York en 1789 car il comprend l'avantage d'exporter la technologie britannique, même si la loi l'interdit.

## Histoire
Il lance en 1793 sur la Blackstone River, dans le Rhode Island, une des premières filatures de coton fructueuses des États-Unis, en parvenant à reproduire avec succès les métiers à filer, les effilocheuses, les cardeuses et les bancs à broches de Richard Arkwright. Son usine hydraulique a contribué à l’avènement de la révolution industrielle aux États-Unis. C'est la première usine américaine de production de coton entièrement mécanisée. Oliver Chace, un charpentier travaillant pour lui, a ouvert en 1806 dans le Massachusetts des sociétés textiles qui deviendront la Hathaway Manufacturing Company et la Berkshire Fine Spinning Associates. Plus tard, un de ses anciens salariés, Oliver Chace, achète et réorganise la société Valley Falls Company, à Valley Falls, dans le Rhode Island en 1839 et lui permet d'acquérir ensuite l'entreprise Albion Mills. Slater est à l'origine du "Rhode Island System," qui s'est diffusé dans les villages, basé sur des usines à la gestion paternaliste, qui faisaient travailler des enfants.